# Stephaniellaceae
Stephaniellaceae, porodica jetrenjarki, dio podreda Jungermanniineae. Opisana je 2002. godine, a sastoji se od dva roda

## Rodovi
1. Stephaniella J.B. Jack
2. Stephaniellidium S. Winkl. ex Grolle